# Тевче (Лашко)
Тевче (словен. Tevče) — поселення в общині Лашко, Савинський регіон, Словенія. Висота над рівнем моря: 306,9 м.